# تاربينا
بلدية تاربينا (بالإسبانية: Tàrbena)‏, هي بلدية تقع في مقاطعة اليكانتي. جنوب شرق إسبانيا. يبلغ عدد سكانها 751 نسمة.